# Samch’ŏn
Samch’ŏn (kor. 삼천군, Samch’ŏn-gun) – powiat w Korei Północnej, w prowincji Hwanghae Południowe. W 2008 roku liczył 79 740 mieszkańców. Graniczy z powiatami Songhwa od zachodu, Ŭllyul od północnego zachodu, An’ak od północy, Sinch’ŏn od wschodu, T’aet’an od południa i Chang’yŏn od południowego zachodu. Przez powiat przebiega linia kolejowa Chang’yŏn, łącząca stacje Chang’yŏn, w powiecie o tej samej nazwie i Sugyo w powiecie Samch’ŏn, a także 117-kilometrowa linia Ŭllyul z miasta Sariwŏn (prowincja Hwanghae Północne) do stacji Ch’ŏlgwang w powiecie Ŭllyul.

## Historia
Przed wyzwoleniem Korei spod okupacji japońskiej, tereny należące do powiatu wchodziły w skład powiatu Sinch’ŏn, konkretnie tworzyły miejscowości Kungch'ŏn i Samch’ŏn. W obecnej formie powstał w wyniku gruntownej reformy podziału administracyjnego w grudniu 1952 roku. W jego skład weszły wówczas tereny należące wcześniej do miejscowości Pongnae, Towŏn, Jang'yang, Ryŏnbang (2 wsie), Munmu (8 wsi – wszystkie miejscowości poprzednio znajdowały się w powiecie Songhwa), Kunghŭng (12 wsi), Ch'ori (9 wsi) i Munhwa (5 wsi – wszystkie trzy znajdowały się w powiecie Sinch’ŏn). Powiat Samch’ŏn składał się wówczas z jednego miasteczka (Samch’ŏn-ŭp) i 22 wsi (kor. ri).

## Podział administracyjny powiatu
W skład powiatu wchodzą następujące jednostki administracyjne:
| Nazwa jednostki administracyjnej | Rodzaj jednostki administracyjnej | Hangul | Hancha |
| -------------------------------- | --------------------------------- | ------ | ------ |
| Samch’ŏn-ŭp                      | miasteczko                        | 삼천읍 | 三泉邑 |
| Sujang-ri                        | wieś                              | 수장리 | 壽長里 |
| Tŏkch'ŏn-ri                      | wieś                              | 덕천리 | 德川里 |
| Kohyŏn-ri                        | wieś                              | 고현리 | 古縣里 |
| Ch'urŭng-ri                      | wieś                              | 추릉리 | 楸陵里 |
| Talch'ŏn-ri                      | wieś                              | 달천리 | 達泉里 |
| To'myŏng-ri                      | wieś                              | 도명리 | 道明里 |
| Sinmyŏng-ri                      | wieś                              | 신명리 | 新明里 |
| Kunghŭng-ri                      | wieś                              | 궁흥리 | 弓興里 |
| Kŭmch’ŏn-ri                      | wieś                              | 금천리 | 金川里 |
| Wŏlbong-ri                       | wieś                              | 월봉리 | 月峰里 |
| Ryong'am-ri                      | wieś                              | 룡암리 | 龍岩里 |
| Ryongch'ŏn-ri                    | wieś                              | 룡천리 | 龍泉里 |
| Su'gyo-ri                        | wieś                              | 수교리 | 水橋里 |
| Pangnam-ri                       | wieś                              | 방남리 | 芳南里 |
| Kunsan-ri                        | wieś                              | 군산리 | 群山里 |
| T'app'yŏng-ri                    | wieś                              | 탑평리 | 塔坪里 |
| To'bong-ri                       | wieś                              | 도봉리 | 道峰里 |
| Ryŏnp'yŏng-ri                    | wieś                              | 련평리 | 蓮坪里 |
| Koejŏng-ri                       | wieś                              | 괴정리 | 槐亭里 |